# Sungsildae-ipgu (metropolitana di Seul)
Sungsildae-ipgu (숭실대입역 - 崇實大入口驛, Sungsildae-ipgu-yeok ) è una stazione della metropolitana di Seul servita dalla linea 7 della metropolitana di Seul. Si trova nel quartiere di Dongjak-gu, a sud rispetto al centro della città. In inglese la stazione è indicata col nome di Soongsil University Station.

## Linee
SMRT
● Linea 7 (Codice: 738)

## Struttura
La stazione è realizzata sottoterra al sesto piano, e possiede due banchine laterali, con due binari con porte di banchina a piena altezza e ascensori. Sono presenti un'area tornelli e 4 uscite in superficie.
| Direzione Jangam            | ● Linea 7 | per Isu, Express Bus Terminal, Geondae-ipgu, Nowon e Jangam |
| Direzione Bupyeong-gucheong | ● Linea 7 | per Daerim, Onsu e Bupyeong-gucheong                        |

## Stazioni adiacenti
| «        | Servizio | »       |
| Linea 7  | Linea 7  | Linea 7 |
| -------- | -------- | ------- |
| Namseong | -        | Sangdo  |